# Burgess Abernethy
Burgess Abernethy, né le 21 février 1987 en Australie, est un acteur et scénariste. Il est connu pour Quietus (2012), Mirrors (2013) et Summer Bay (1988).

## Filmographie
Films
Série TV
2006-2010: H2o just add water : Zane